# Annette Marquard
Annette Marquard (* 2. Mai 1964 in Hagen) ist eine deutsche Jazz- und Popsängerin und Dozierende für Singer Songwriter.

## Leben
Marquard wuchs als viertes Kind einer musisch begabten Familie in Westfalen und Hessen auf. Ab dem achten Lebensjahr wurde Marquard durch Stimmbildung, Chorarbeit und Klavierunterricht unter anderem am Hochschen Konservatorium Frankfurt am Main musikalisch geprägt. Fortbildungen im Bereich Jazzgesang, Songwriting und Bühnenarbeit folgten parallel zum abgeschlossenen Studium der Sozialpädagogik in Frankfurt am Main. 1994 machte sich Marquard als Sängerin und Dozentin selbstständig.
Durch Bands aus dem Rhein-Main-Gebiet wie Club Supreme Band oder Boxer kam Marquard unter anderem zu 3p (Pelham Power Productions) und sang zwei Tourneen für Sabrina Setlur. Es folgten Jobs für Sarah Connor, Chris Rea sowie Support Gigs für Elton John, Eros Ramazzotti, Whitney Houston und Michael Jackson.
Von 2002 bis 2008 sang Marquard Backings für Xavier Naidoo, mit dem sie schon unter 3p gemeinsam arbeitete. 2008 endete die Zusammenarbeit mit der MTV unplugged-Produktion „Wettsingen in Schwetzingen“.
Mit dem Programm „Between Heaven & Earth“ war das Annette-Marquard-Quintett u. a. 2003 im Schauspielhaus Bochum zu erleben. Bei der Lit.Cologne 2014 trat sie mit dem Alexander Paeffgen Trio auf.
Seit 2003 ist sie Teil des Department-Chief Teams der Popakademie Baden-Württemberg im Bereich Popular Music.

## Lehrtätigkeit
Nach Lehrtätigkeiten an der Future Music School und der Rocksound-Music-School in Aschaffenburg und der SRG Music School in Offenbach am Main folgte 1998 ein Lehrauftrag an der HfMDK Frankfurt, der 2020 endete. Von 2019 bis 2020 arbeitet Marquard an der Hochschule in Bern, HKB, in der Schauspielabteilung. Seit 2003 arbeitet Marquard als Department Chief im Bachelor- und Masterstudiengang der Popakademie Baden-Württemberg. Als Dozentin an der Bundesakademie für musikalische Jugendbildung in Trossingen arbeitete sie von 2003 bis 2021.
Ende 2009–2017 arbeitete sie als Dozentin für ein Bandprojekt des Deutschen Musikrates und das Popcamp unter der Leitung von Henning Rümenapp und Michael Talkemeier.
2015 erhält Marquard eine W2-Professur für die Bereiche Songwriting, Gesang und Bandcoaching an der Popakademie Baden-Württemberg. Seit 2022 leitet Marquard den Master-Studiengang Poplar Music an der Popakademie Baden-Württemberg.

## Lehrbücher
- Vocal Practice: Stimmbildung für Sänger und Sprecher, PPV MEDIEN, Bergkirchen 2007
- Work Out Your Voice: Tipps und Tricks für Sänger und Songwriter, PPV MEDIEN, 2016
- Starker Auftritt: Das Trainingsprogramm für mehr Selbstbewusstsein im Berufsleben, Junfermann Verlag 2021

## Projekte
Theater:
- Walhalla-Theater Wiesbaden, „Aus dem Tagebuch der Uschi Obermaier“ (2005)
- Schauspielhaus Bochum, „Go your own way“ (2004)
- Walhalla-Theater Wiesbaden, „Fassbinder und seine Songs“ (2004)
- 1200-Jahrfeier Goethe, Paulskirche Frankfurt am Main, Theater Willy Praml (1994)

Hauptrolle in „Faust 2“ (Helena)
Fernsehproduktionen:
- ZDF: „Das kleine Fernsehspiel“ (1991)
- ARD: „Sterne des Südens“ (1994 und 1995)
- HR: „Fröhlich eingeschenkt“ MD: Paul Kuhn (1995–1999)
- SAT 1:  „Weck up“ zum Thema: Singen macht glücklich (2012)
- ZDF: Pur+ zum Thema „Kann jeder Mensch singen“ (2018)

## Diskographie
- Marquard – Höhn – Nelson, „Circle Games“ (2008)
- Annette Marquard Sextett, „Go your own way“ (2003)
- Annette Marquard Trio, „Between Heaven & Earth“ (2000)
- Michael Sagmeister, „Soulfull Questions“, CD (1995)
- Georg Ringsgwandl, „Untersendling“, CD (ed. 2010)

als Backgroundsängerin
- Xavier Naidoo, MTV Unplugged, „Wettsingen in Schwetzingen“, DVD (2008)
- Xavier Naidoo, „Dieser Weg“, Single-Auskopplung (2006)
- Xavier Naidoo live, „Telegramm für X“, CD (2005)
- Sabrina Setlur, „10 Jahre Sabrina Settlur“, DVD (2004)
- Xavier Naidoo live, „Alles Gute vor uns“, Live-CD, DVD (2002)
- Boxer „Stick together“, Produktion: Edo Zanki, CD (1998)